# Neihu
Neihu (chinesisch 內湖區, Pinyin Nèihú Qū, Pe̍h-ōe-jī Lāi-ô͘ Khu) ist ein Bezirk der taiwanischen Hauptstadt Taipeh.

## Lage

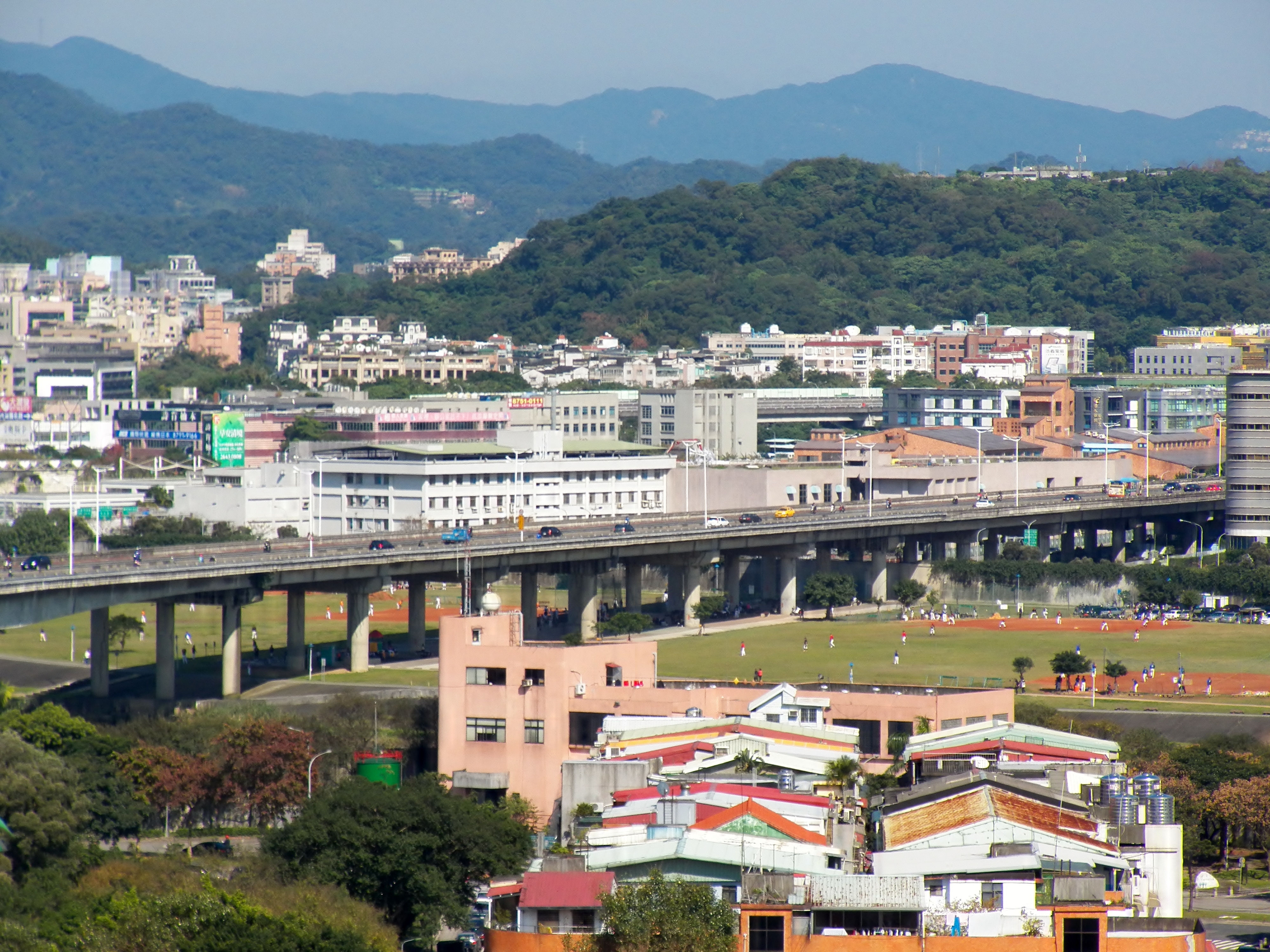
Blick auf die Minquan-Brücke in Neihu

Neihu liegt im östlichen Stadtgebiet Taipehs nördlich des Keelung-Flusses und ist umgeben von den Nachbarbezirken Shilin im Norden, Zhongshan und Songshan im Westen, Nangang im Süden sowie dem Bezirk Xizhi der Stadt Neu-Taipeh im Osten. Das Terrain ist hügelig und durch zahlreiche Senken gekennzeichnet, von denen sich der taiwanische Name des Ortes, der „innere Senken“ bedeutet, herleitet. Der Bezirk ist an das U-Bahn-Netz von Taipeh und an die Autobahn 1 angebunden.

## Bedeutung

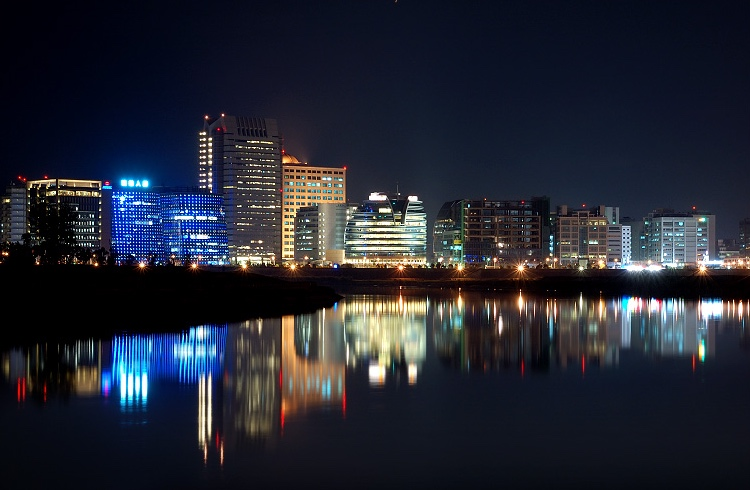
Blick über den Keelung-Fluss auf den Technologiepark Neihu

Neihu gehört zu den bevölkerungs- und flächenmäßig größten Bezirken der Stadt Taipeh. Von hervorstechender wirtschaftlicher Bedeutung ist der 1995 eröffnete Technologiepark Neihu, in dem im Mai 2014 über 5000 Unternehmen angesiedelt waren und auf dessen Gebiet einer Untersuchung zufolge im Jahr 2012 fast 119000 Arbeitnehmer beschäftigt waren. Darüber hinaus ist Neihu der Sitz einiger bedeutender taiwanischer Medien, wie etwa der Fernsehsender TVBS und PTS oder der Zeitungen Apple Daily und Liberty Times.